# 인터넷 밈
인터넷 밈(Internet meme) 또는 간단히 밈은 대개 모방 형태로 인터넷을 통해 사람에서 사람 사이 전파되는 어떤 생각, 스타일, 행동 따위를 말한다. 즉, 패러디물 형태로 인터넷(커뮤니티 또는 SNS)에 퍼진 2차 창작물이다. 이에 대응하는 한국어 표현은 필수요소(必須要素), 짤방, 짤 등이 있다. 다만 동영상이나 사회 현상 등을 통틀어 일컫는 밈과 다르게 한국 짤방은 단순히 재미있는 사진이나 GIF 파일만을 통칭하며, 인터넷 밈과 일맥상통한 의미는 아니다. 사진이 아닌 대표적인 인터넷 밈의 예시로 시체놀이나 할렘 셰이크 춤을 추는 비디오 따위가 있다.
인터넷 밈은 그림, 하이퍼링크, 동영상, 사진, 웹사이트, 해시태그, 몸짓 등 형태를 취할 수 있다. 오탈자가 포함된 단어나 문장 따위의 간단한 것도 밈이 될 수 있다. 만들어진 밈은 소셜 네트워크, 블로그, 이메일, 뉴스 등을 통해 사람과 사람 사이에 퍼져나간다. 이것은 다양한 인터넷 문화나 하위문화와 관련이 있다. 4chan, 레딧 등의 웹사이트를 통해 생산되고 전파되며, 인터넷 초기에는 유즈넷 게시판을 비롯한 초기 인터넷 커뮤니케이션 장치가 이용되기도 했다.
'밈'이란 단어는 리처드 도킨스가 1976년 저서 《이기적 유전자》에서 문화정보의 확산을 설명하기 위해 도입한 용어이다. 인터넷 밈이란 이 밈의 하위 개념으로서, 인터넷 문화와 인터넷 환경에 특정된 밈이라 할 수 있을 것이다. 2013년, 도킨스는 생물학적 진 및 다윈주의적 선택에 의해 무작위적으로 변화하고 복제되어 확산되는 인터넷 출현 이전의 밈과 구분하여, 인터넷 밈은 인간의 창조성에 의해 고의적으로 변형되는 밈이라고 그 특징을 규정하였다.

## 특징
인터넷 밈은 사람에서 사람으로 전해지는 문화의 한 요소라는 밈의 원래 개념에서 유래했다. 인터넷에서 이러한 확산은 소셜 미디어와 같은 온라인 매체를 통해 이루어진다. 두 용어는 비슷하지만, 인터넷 밈은 단기간에 유행하는 경우가 많은 반면, 전통적인 밈은 수명에 따라 성공 여부가 결정된다는 점에서 차이가 있다. 또한 인터넷 밈은 전통적인 밈에 비해 개념적으로 덜 추상적인 것으로 간주된다. 밈은 반드시 따라야 하는 단일 형식이 없으며, 다양한 목적을 가질 수 있다. 예를 들어, 밈은 단순히 가벼운 오락의 역할을 하는 경우가 많지만 자기 표현, 연결, 사회적 영향력, 정치적 전복을 위한 강력한 도구가 될 수도 있다.
인터넷 밈의 중요한 특성은 창의적 복제와 상호 텍스트성이다. 전자는 인기 있는 밈이 풍자와 모방의 대상이 되는 경향을 가리킨다. 이것은 모방이나 리믹스를 통해 발생할 수 있다. 모방은 밈을 원래와는 다른 환경에서 복제하는 것을 의미하며, 이는 서로 다른 사람들이 "Charlie Bit My Finger" 바이럴 비디오를 모방하는 것과 같은 예가 될 수 있다. 리믹스는 밈의 원래 소재를 사용하지만 기술적 조작(예: 포토샵)을 사용하여 어떤 방식으로든 수정하는 것을 의미한다.
상호텍스트성은 다양한 주제나 문화의 측면을 결합한 밈을 통해 입증될 수 있다. 예를 들어, 2012년 미국 대선 토론에서 미국 정치인 미트 롬니가 "여자들로 가득 찬 바인더"라는 문구를 주장한 것을 한국 대중가요 "강남 스타일"과 결합하여 "여자들로 가득 찬 바인더가 폭발했다"라는 문구를 싸이의 뮤직비디오에서 종이가 날리는 프레임에 오버레이하는 밈이 있을 수 있다. 이는 뮤직비디오의 한 장면에 새로운 의미를 부여하고 서로 다른 두 나라의 정치적, 문화적 측면을 혼합한 것이다.
밈은 온라인 커뮤니티 내에서 농담을 주고받으며 일반 사용자에게는 알려지지 않은 배타적인 문화 지식을 전달하고, 이를 통해 집단적 집단 정체성을 구축할 수 있다.반면, 다른 밈은 더 광범위한 문화적 관련성을 가지며 해당 밈과 연관된 하위 문화 외부의 사람들도 이해할 수 있다.
미셸 노벨과 콜린 랭크셔의 연구는 리처드 도킨스가 밝힌 성공적인 밈의 세 가지 특징(충실성, 다산성, 장수성)을 인터넷 밈을 통해 탐구했다. 인터넷 밈의 충실도는 복제 가능성으로 더 잘 이해되는데, 밈은 그 본질을 보존하고 있지만 일종의 리믹싱으로 인해 완전히 "온전하게" 전달되지 않는 경우가 많기 때문이다. 번식성은 유머(예: 코믹하게 번역된 비디오 게임 대사 "너희 기지는 모두 우리의 것이다"), 상호텍스트성(예: 스타워즈 키드 바이럴 비디오의 다양한 대중문화 참조 표현), 변칙적 병치(예: 버트는 악이다 현상)의 세 가지 주요 특징에 의해 결정된다고 가정했다. 마지막으로 밈의 지속성은 밈의 지속적인 전파 및 진화에 필수적인 것으로 설명되었다.

## 진화와 전파

인터넷 밈은 이 SIR 모델에서 보여진 것처럼 전염병과 유사한 패턴으로 전파된다. 이 그래프에서 빨간색으로 표시된 패턴은 초기에 인기가 급증한 후 점차 무명해지는 것을 보여준다.

인터넷 밈은 시간이 지남에 따라 변하지 않을 수도 있고 진화할 수도 있다. 그들은 의미에서 "돌연변이"를 일으킬 수 있지만 구조를 유지할 수도 있으며, 이러한 변이는 우연하게 발생하거나 풍자와 같은 고의적 수단을 통해 발생할 수 있다. Miltner의 연구는 롤캣 밈과 그것의 시간에 따른 진화를 탐구하며, 원래 컴퓨터 및 게임 커뮤니티 내에서의 내부 농담에서 시작하여 더 넓은 관객을 위한 정서적 지원과 유머의 원천이 된 과정을 다루었다. 밈이 주류 사용으로 이동함에 따라 원래 창조자들 사이에서는 유행이 지나갔다. Miltner는 "콘텐츠가 다양한 커뮤니티를 거치면서 새로운 방식으로 해석되고 새로운 함의를 갖게 되며, 이러한 것들은 일반적으로 해당 커뮤니티의 필요와 욕망과 관련이 있으며 종종 창조자의 원래 의도에서 벗어난 것들인다."라고 설명했다. 종종 밈에 대한 수정은 사회 및 문화적 경계를 넘어서는 현상으로 변할 수 있다.
밈은 바이러스 패턴으로 전파되며, 질병 확산에 대한 SIR 모델을 연상시키는 패턴으로 개인을 "감염"시킨다. 일단 밈이 충분한 사람들에게 전파되면 지속적인 확산은 불가피한다. Coscia의 연구에 따르면 밈의 전파 성공과 수명에 관한 일련의 결론에 도달했다. 인터넷 밈은 시청자의 관심을 끌기 위해 경쟁하기 때문에 수명이 짧아지지만, 서로 협력하여 더 오래 살아남을 수 있다는 사실을 발견했다. 또한 역설적이게도 평균보다 훨씬 높은 인기 정점을 경험하는 밈은 독특하지 않으면 생존할 수 없는 반면, 그러한 정점이 없는 밈은 다른 밈과 함께 계속 사용되므로 생존 가능성이 더 높다. 2013년 워싱턴 포스트에 기고한 도미닉 바술토는 인터넷이 성장하고 마케팅 및 광고 업계에서 밈을 활용하면서 밈이 여러 세대에 걸쳐 지속될 가치 있는 문화적 단편으로서의 초기 가치를 잃게 되었으며 지적인 아이디어보다는 평범한 아이디어를 전달하게 되었다고 주장했다.

## 역사

### 기원과 초기 밈

2000년대에 인기 있었던 밈 형식 중 하나인 이미지 매크로는 상단과 하단에 큰 텍스트가 오버레이된 이미지로 이루어져 있다.

단어 "밈"은 Richard Dawkins가 1976년 발간한 책 "The Selfish Gene"에서 문화의 측면이 어떻게 복제, 돌연변이 및 진화하는지 설명하기 위한 시도로 만들어졌다(멤틱스). 이모티콘은 인터넷 밈의 초기 예로, 특히 1982년에 Scott Fahlman이 도입한 스마일리 이모티콘 ":-)"가 포함된다. 인터넷 문맥에서의 밈 개념은 1993년 6월 Wired에서 Mike Godwin에 의해 공식적으로 제안되었다. 그러나 2013년에 Dawkins는 인터넷 밈을 인간 창의성에 의해 고의로 변경된 밈으로 정의하였으며, 이는 생물학적 유전자와 그의 자신의 인터넷 이전 개념의 밈과 구별되며 다윈적 선택처럼 정확한 복제를 통한 변이를 포함하지 않는 것으로 설명했다. Dawkins는 인터넷 밈이 이와 같이 밈 개념을 새로운 방향으로 진화시키는 것으로 "원래 아이디어의 납치"라고 했다. 그럼에도 불구하고 2013년까지 Limor Shifman은 밈을 인터넷 문화와 관련시키고 Dawkins의 개념을 온라인 문맥에 재조명했다. 이러한 연관성은 인터넷 밈이 Dawkins의 "밈"이 갖지 않는 추가적인 특성을 가지고 있음이 실험적으로 입증되었으며, 이는 인터넷 밈이 전파되는 미디어(예: 소셜 네트워크)에 흔적을 남기고 분석 가능하게 만든다. 그러나, 인터넷 밈이 실제로 학술적으로 고려되기 전에, 인터넷 이용자들 간에 유머로 사용되던 시각적 의사소통에 대한 구어적 언급으로 시작했다. 이 초기 인터넷 밈의 예로는 춤 추는 아기와 Hampster Dance 등이 포함되었다. 이 시기의 밈은 주로 인터넷 포럼, 유저넷 그룹 및 이메일을 통해 전파되었으며, 일반적으로 현대 밈보다 더 오랜 시간 동안 유지되었다.

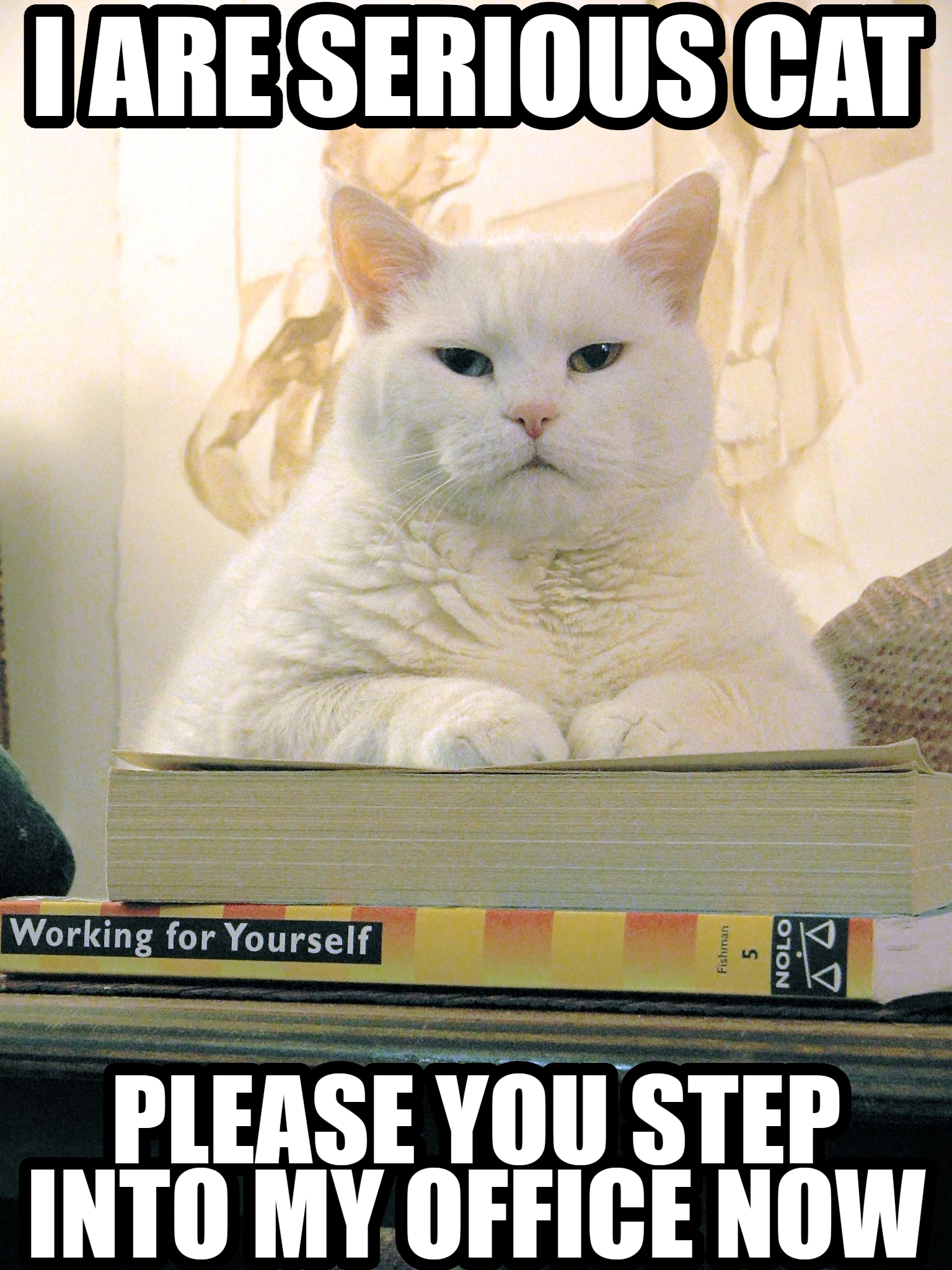
이미지 매크로 형식 인터넷 밈의 한 예시

인터넷 프로토콜이 진화함에 따라 밈도 변화했다. 롤캣은 이미지보드 웹사이트 4chan에서 유래되어 "이미지 매크로" 형식(큰 텍스트로 오버레이된 이미지)의 원형이 되었다. 이미지를 기반으로 하는 초기 밈 형태에는 동기화된 동기화물(모티베이션 포스터의 풍자버전), 포토샵 이미지, 만화(예: 레이지 만화), 및 애니메이션 fan art(예: 동인지 활동) 등이 포함되었다. 2005년에 YouTube가 출시된 후에는 Rickrolling과 "강남스타일"과 할렘 쉐이크와 같은 바이럴 비디오와 같은 비디오 기반 밈이 등장했다. Twitter, Facebook, 그리고 Instagram과 같은 소셜 미디어 웹사이트의 등장은 밈 전파의 추가적인 매개체를 제공하며, 밈 생성 웹사이트의 등장은 밈 제작을 더 접근 가능하게 만들었다.

### 현대 밈
"덩크 밈(dank memes)"은 색채의 과도한 포화, 압축 아티팩트(compression artifact), 조잡한 유머, 그리고 너무 시끄러운 소리(이를 "귀 속음"이라고 함)과 같은 특징을 가진 의도적으로 괴상한 미미를 가리키는 더 최근의 현상이다. "덩크"라는 용어는 추운 습한 곳을 가리키는데, 이 용어는 밈을 "새로운" 또는 "멋진" 것으로 설명하는 방법으로 채택되었다. 이 용어는 밈이 오용되고 진부해져 다시 웃음거리로 인식될 정도로 과도하게 사용되는 밈을 묘사하는 데 사용될 수도 있다. 덩크 밈 현상은 "밈 시장"이라는 서브컬처를 키웠으며, 월 스트리트를 풍자하고 관련 어휘(예: "주식(stock)")를 인터넷 밈에 적용한다. 처음에는 /r/MemeEconomy로 Reddit에서 시작되었으며 사용자들은 밈의 인기 가능성에 따라 "매수" 또는 "매도"를 농담으로 진행한다.

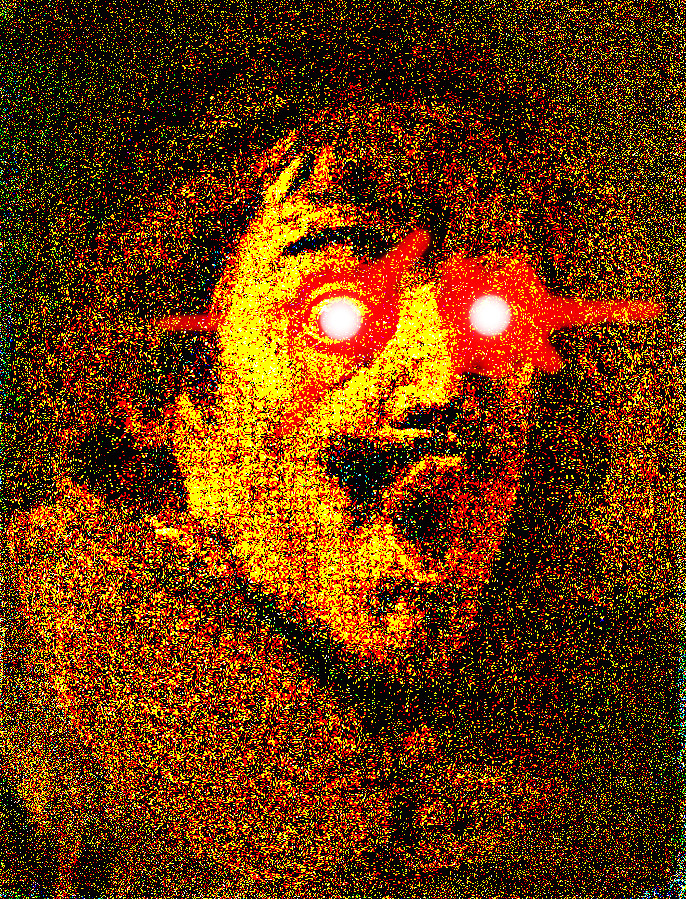
"Deep-fried" 밈의 예시, 왜곡 및 포화된 색상을 특징으로 함

"Deep-fried(튀긴)" 밈은 왜곡되고 여러 개의 필터와/또는 손실 압축의 여러 계층을 통과한 밈을 가리킨다. 이 중에 "E" 밈이 있으며, 유튜버 Markiplier의 사진을 Shrek 영화의 Lord Farquaad에 포토샵으로 합성한 것, 그리고 사업가 Mark Zuckerberg의 의회 청문회 장면으로 포토샵했다. 워싱턴 포스트의 엘리자베스 브루닉은 이것을 "20세기 초기 혼돈스럽고 이상한 예술과 문학 장르의 디지털 업데이트"로 묘사했다.
많은 현대 밈은 유머러스하게 터무니없고 심지어 초현실주의적인 주제를 사용한다. 전자의 예로는 다빈치 수술 시스템이 포도를 시험 수술하는 모습을 담은 동영상인 "포도를 수술했다"와 나방의 클로즈업 사진과 함께 이 곤충의 전기 램프 사랑을 유머러스하게 전달하는 캡션인 "나방 밈"이 있다. 초현실적인 밈은 여러 층의 아이러니를 결합하여 독특하고 무의미하며, 종종 주류 밈 문화에서 벗어나는 수단으로 사용된다.
응용 프로그램의 성공 후 바인, 짧은 비디오와 스크립트 스케치 형태로 밈 형식이 등장했다. 예를 들어 "9 더하기 10"밈은 수학 문제에 대한 오답을 유머러스하게 제공하는 어린이를 묘사 한 바인 비디오이다. 2017 년 바인이 종료 된 후 사실상 대체 된 것은 중국 소셜 네트워크 틱톡, 짧은 비디오 형식을 유사하게 사용한다. 이 플랫폼은 엄청난 인기를 얻었으며 "리니게이드"춤과 같은 밈의 소스이다.

## 상황별

풍자성 인터넷 밈의 하나인 폴란드볼.

### 마케팅
밈을 사용하여 제품이나 서비스를 마케팅하는 관행을 "밈 마케팅"이라고 한다. 인터넷 밈을 사용하면 브랜드는 광고가 성가신 것이라는 개념을 우회하여 덜 노골적이고 타겟 고객의 취향에 맞게 맞춤화할 수 있다. 마케팅 담당자는 기존 밈을 활용하거나 처음부터 새로운 밈을 만들 수 있다. 패션 브랜드 구찌는 전자의 전략을 채택하여 시계 컬렉션을 소재로 인기 있는 밈을 재해석한 일련의 인스타그램 광고를 출시했다. "세상에서 가장 흥미로운 남자"라는 이미지 매크로는 도스 에퀴스 맥주 브랜드의 광고 캠페인에서 생성된 밈인 후자의 예이다. 제작자가 의도하지 않은 인터넷 밈을 통해 제품이 인기를 얻을 수도 있다. 예를 들어, 영화 Snakes on a Plane은 법대생 브라이언 핀켈스타인이 웹사이트 SnakesOnABlog.com을 만든 후 컬트 고전이 되었다.
브랜드의 밈 사용은 종종 유리하지만 브랜드 이미지에 부정적인 영향을 미칠 수있는 강제적이거나 독창적이지 않거나 재미없는 밈 사용에 대한 비판의 대상이되었다. 예를 들어 패스트 푸드 회사 웬디스는 처음에는 성공(그해 거의 50%의 수익 증가)을 기록한 소셜 미디어 기반 마케팅 접근 방식을 시작했지만 논란이 되는 페페 밈을 공유한 후 비판을 받아 소비자에게 부정적 인식을 미쳤다.

### 경제 및 금융
"밈 주식(Meme stocks)"은 주식 가치가 짧은 기간 내에 크게 상승하는 현상을 가리키며, 이는 온라인에서의 관심 증가와 이어지는 투자자의 매수로 인해 발생한다. 비디오 게임 판매업체인 게임스톱은 최초의 밈 주식으로 인정받고 있다. WallStreetBets는 주식 거래를 논의하는 참가자들이 모이는 서브레딧이며, 금융 서비스 회사인 로빈후드마켓은 밈 주식의 대중화에 참여하여 2021년에 유명세를 얻었다. "YOLO 투자자"는 COVID-19 대유행 동안 나타난 현상으로, 전통적인 투자자에 비해 투자에서 덜 위험을 회피하는 경향이 있다.
또한 도지코인, 시바코인, 페페코인 등의 밈 화폐가 개발되면서 밈은 암호화폐와 연관성을 발전시켰다. 밈 암호화폐는 밈 가치와 화폐 시장 간의 비교를 제안했다.ref>Nani, Albi (December 2022). “The doge worth 88 billion dollars: A case study of Dogecoin”. 《Convergence: The International Journal of Research into New Media Technologies》 28 (6): 1719–1721. doi:10.1177/13548565211070417. S2CID 247685455.</ref>

### 정치

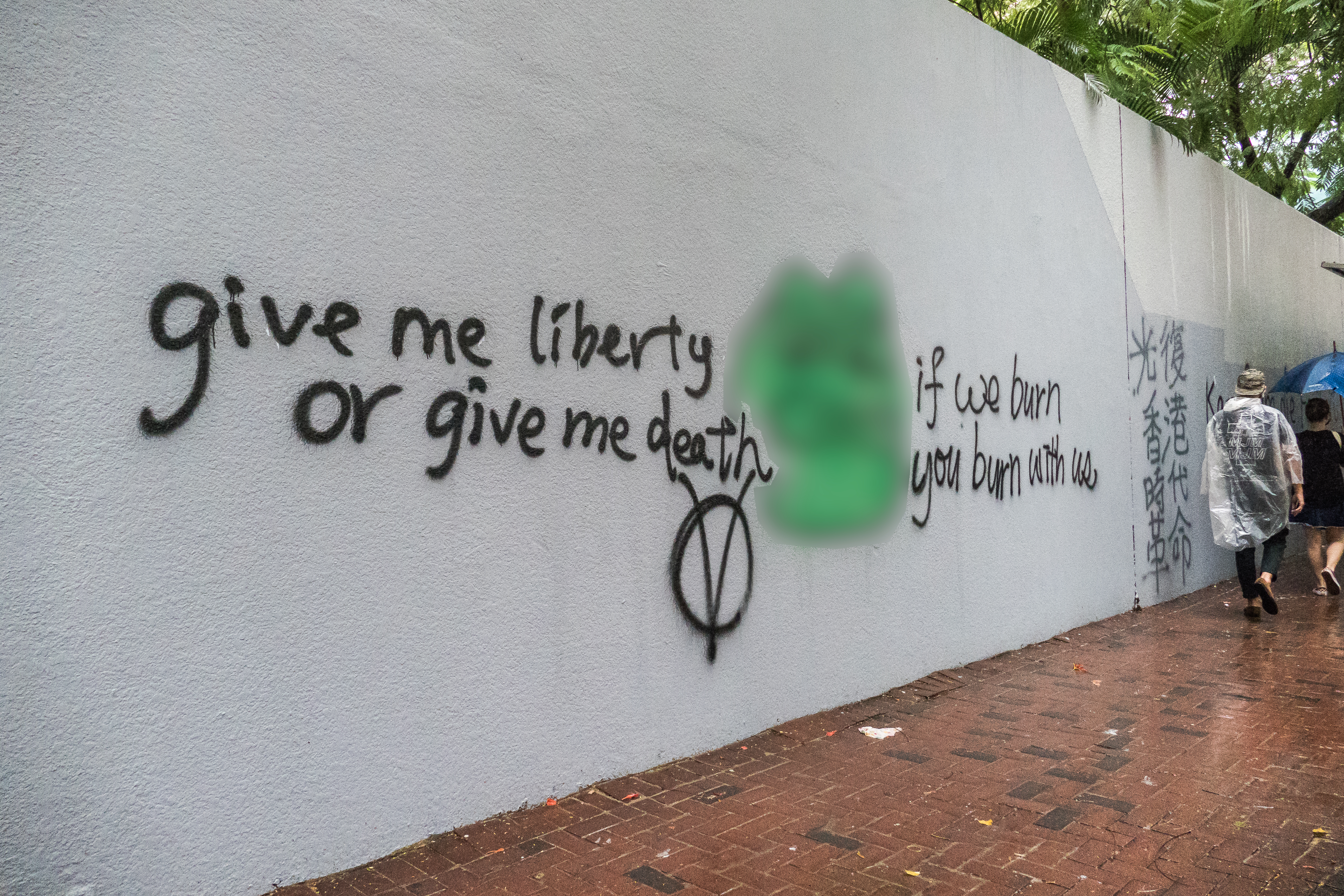
개구리 페페는 정치화된 인터넷 밈으로, 양쪽 모두에서 사용되었다.극우와 홍콩 시위대.

인터넷 밈은 대규모 온라인 관객들에게 신속한 의사 소통의 매개체로 사용되어 왔으며, 정치적 의견을 표현하거나 정치적 엔티티에 대한 (또는 그에 반대하는) 캠페인을 활발히 전개하려는 이들에 의해 활용되고 있다. 어떤 면에서는 현대적인 정치 만화의 형태로 볼 수 있으며, 정치적 코멘트를 민주화하는 방법으로 제시된다.
가장 초기의 정치적 밈 중 하나는 Dean scream에서 비롯되었다. 이는 버몬트 주지사 Howard Dean이 연설에서 발췌한 것으로, 인터넷 밈은 점차 정치 캠페인에서 더욱 중요한 요소로 부상하면서 온라인 커뮤니티가 밈을 통해 보다 넓은 논의에 기여하게 되었다. 예를 들어, Ted Cruz의 2016년 공화당 대통령 선거 출마는 인터넷 밈으로 손상을 입은 적이 있었는데, 이 밈은 그가 Zodiac Killer일 것이라고 농담으로 추측하는 내용이었다.
연구는 선거 기간 동안 밈의 사용이 정치 주제에 대한 대중의 정보 제공에 역할을 한다는 것을 보여주고 있다. 특히 2017 영국 총선과 관련하여 한 연구에서는 밈이 일반적으로 해당 정보를 찾지 않을 대상 관객에게 기본 정치 정보를 널리 공유하는 수단으로 작용한다는 결론을 내렸다. 또한, 밈이 유권자 투표율을 높이는 데 어떤 역할을 할 수 있다는 것을 발견했다. 일부 정치 캠페인은 미국 2020 대통령 선거 일환으로 '밈'의 영향력이 증대되는 것을 명시적으로 활용하기 시작했다. 뉴욕 시장인 마이클 블룸버그는 2020 미국 대통령 선거 캠페인의 일부로, 블룸버그 캠페인과 관련된 밈을 게시하는 Instagram 계정을 여러 개 후원했습니다 (이 계정들의 팔로워 수는 총 6,000만 명 이상이었습니다). 이 캠페인은 밈을 구매 가능한 상품으로 다룬 것으로 비판받았다. 이 캠페인은 밈을 구매할 수 있는 상품으로 취급한 것으로 비판받았다.
선거에서의 사용뿐만 아니라, 인터넷 밈은 다양한 정치적 이념의 상징이 될 수 있다. 한 가지 주목할 만한 예는 Pepe the Frog인데, 이는 극우 정치 운동 및 2019-2020 홍콩 시위에서의 민주화 이념을 상징으로 사용되었다.

### 사회적 움직임
인터넷 밈은 사회 운동에서 강력한 도구가 될 수 있으며, 집단 정체성을 형성하고 토론의 플랫폼을 제공할 수 있다. 2010년 It Gets Better Project에서는 LGBTQ+ 권리를 위한 밈이 사용되어 LGBTQ+ 청소년을 격려하면서 공동체의 집단 정체성을 협상하는 데 사용되었다. 2014년에는 바이러스성인 얼음 버킷 챌린지가 근위성 경색증 (ALS)에 대한 자금과 인식을 증진시켰다. 게다가, 인터넷 밈은 Occupy Wall Street (OWS) 운동과 관련된 토론에서 중요한 매개체로 증명되었다.

### 종교
인터넷 밈은 종교적 맥락에서도 사용되었다. 이들은 종교적 신념을 의미 있는 방식으로 공동으로 만들어내는 참여문화를 형성하며, 살아있는 종교 형태를 반영한다. 텍사스 A&M 대학교의 Aguilar 및 그 동료들은 종교적 밈의 여섯 가지 일반적인 장르를 식별했습니다: 종교적 주제를 갖는 비종교적 이미지 매크로, 종교적 인물을 특징으로 하는 이미지 매크로, 종교와 관련된 뉴스에 반응하는 밈, 유명인물과 같은 비종교적 인물을 신성시하는 밈, 종교 이미지의 팔로우, 그리고 비디오 기반 밈이다.

### 건강 관리
소셜 미디어 플랫폼은 근거에 기반한 건강 관행의 전파 속도를 높일 수 있다. Reynolds와 Boyd의 연구에 따르면 대부분의 참가자(의료 직원이었던)는 밈이 감염 예방 관행의 지식과 준수를 향상시키는 적절한 수단이 될 수 있다고 느꼈다. 나이지리아에서도 인터넷 밈이 COVID-19 대유행을 알리는 데 사용되었으며, 의료 전문가들은 이 매체를 통해 바이러스 및 COVID-19 백신에 대한 정보를 전파했다.

## 저작권
많은 밈이 기존 작품에서 파생되었기 때문에, 밈은 원래 저작자의 저작권을 위반한다는 주장이 있다. 그러나 미국에서는 일부 사람들이 밈을 공정한 이용의 범위에 포함시키는 견해도 있다. 이러한 딜레마는 밈 제작자와 저작권 소유자 사이에 갈등을 일으키기도 한다. 예를 들어, Getty Images가 허가없이 "Socially Awkward Penguin" 밈을 게시한 블로그 "Get Digital"로부터 지불을 요구한 경우가 있다.

### 미국
미국의 저작권법에 따르면, "어떠한 물질 매체에 고정되어 인지, 복제 또는 기계나 장치의 도움으로 직접 또는 간접적으로 전달될 수 있는, 현재 알려진 또는 나중에 개발될 수 있는 창작물"에 저작권 보호가 존재한다. 밈의 사용이 저작권 침해인지 여부에 대해 논쟁이 있다.

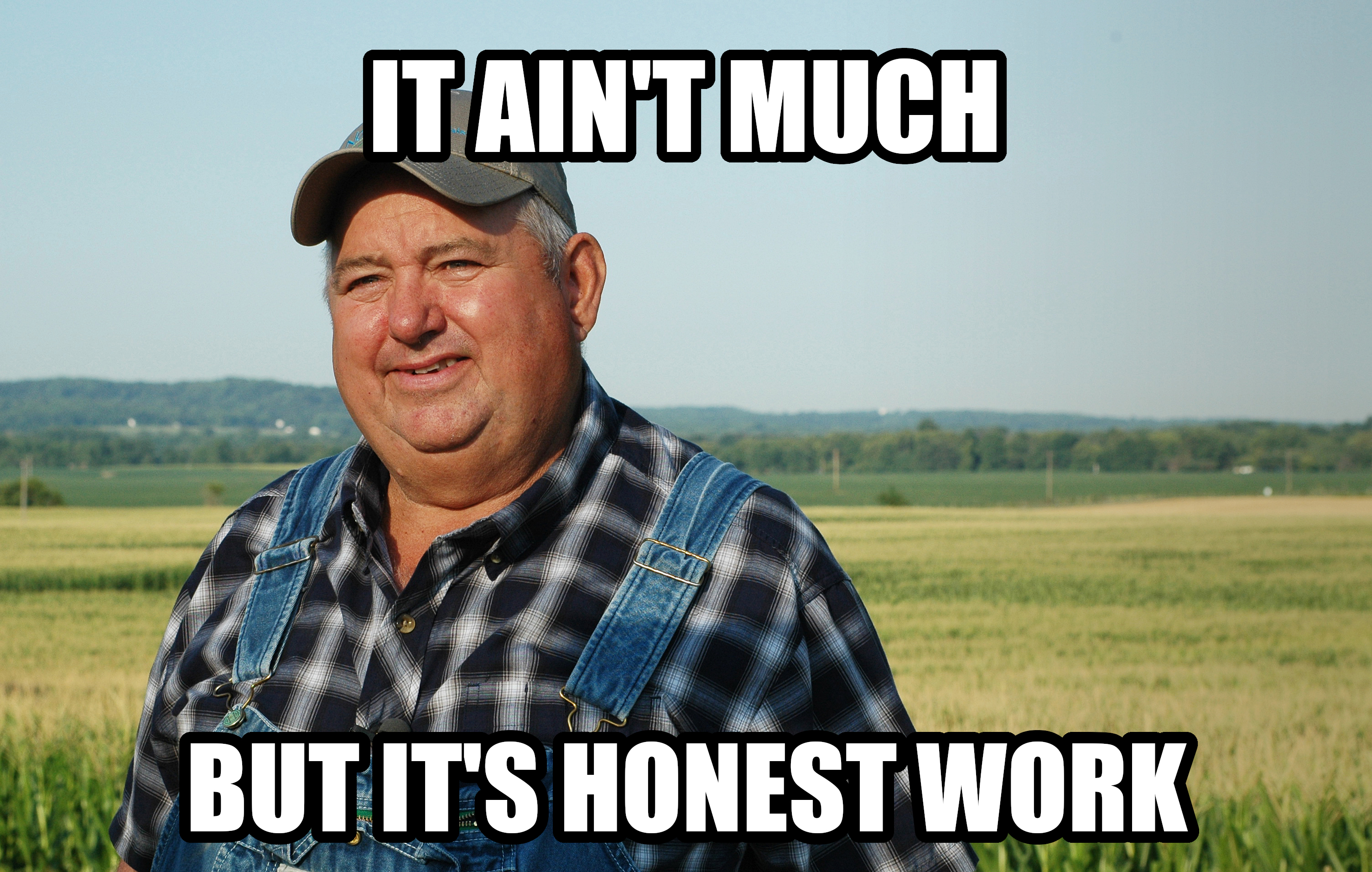
이미지 매크로

는 미국의 배경이 [[[United States Department of Agriculture|미국 농림부]]에서 가져온 것이므로 공공 도메인에 속한다.]] 미국의 저작권법에 따른 공정한 이용은 다른 저작권 보호 작품을 사용하여 만들어진 작품을 보호하는 미국 저작권법의 방어 수단이다. 1976년 저작권법의 섹션 107은 공정한 이용의 분석을 위한 네 가지 요소를 기술합니다:
1. 사용 목적과 특성,
2. 저작권 보호된 작품의 성격,
3. 사용된 부분의 양과 중요성, 그리고
4. 사용의 원작품에 대한 잠재적인 시장 또는 가치에 대한 영향.[71]

첫 번째 요소는 저작권 보호된 작품의 부차적 사용이 "변형성"이 있어야 한다고 나타낸다(즉, 원작품에 새로운 의미나 표현을 부여하는 것). 많은 밈은 이 기준을 충족시키며, 미디어의 일부를 새로운 맥락에 배치하여 원래 저작자의 의도와는 다른 목적으로 사용한다. 두 번째 요소는 사실 기반의 소스에서 파생된 복사본을 지지하며, 이는 영화와 같은 허구 작품에서 파생된 밈에 대한 문제를 일으킬 수 있다. 그러나 이러한 밈 중 대부분은 여전히 해당 작품의 작은 부분(예: 정지된 이미지)만 사용하므로, 세 번째 요소에 따른 공정한 이용의 주장이 지지된다. 네 번째 요소에 대해서는 대부분의 밈이 비상업적 성격을 가지며, 따라서 저작권 작품의 잠재적인 시장에 부정적인 영향을 미치지 않을 것이다. 이러한 요소들과 밈이 다른 소스의 도용에 대한 의존성을 고려할 때, 밈은 저작권 침해 소송으로부터 보호받을 자격이 있다는 주장이 있다.

#### 대체 불가능한 토큰
밈의 대상이 된 몇몇 개인(따라서 저작권 보유자)은 비가역적 토큰을 경매에서 판매함으로써 수익을 올린 경우가 있다. 여러 밈을 관리하는 벤 라시스는 그들의 NFT 판매로 200만 달러 이상을 벌었으며, 밈을 진지한 예술 형태로 확립했다고 밝혔다. "재난 소녀"가 그 중 하나로, 이 밈은 2005년 1월에 노스캐롤라이나 주 미베인에서 4세인 조 로스(Zoe Roth)의 사진을 기반으로 한다. 이 사진이 유명해지고 허가 없이 여러 번 사용된 후, 로스는 원본 사본을 NFT로 2021년에 50만 달러에 판매하기로 결정했으며, 미래 판매의 10% 지분에 동의했다.

## 같이 보기
- goatse.cx
- NPC (밈)
- 짤방
- 욕설
- 인터넷 밈 목록